# Casnate con Bernate
Casnate con Bernate (Casnaa e Bernaa in dialetto brianzolo, AFI: /kaˈʒnaː/ e /berˈnaː/) è un comune italiano di 5 022 abitanti della provincia di Como in Lombardia. Il suo nome potrebbe derivare dal nome latino di persona Cassinus o Cassinius o dal termine castanea, castagno, con l'aggiunta del suffisso -ate. La specifica identifica la sua posizione.

## Geografia fisica

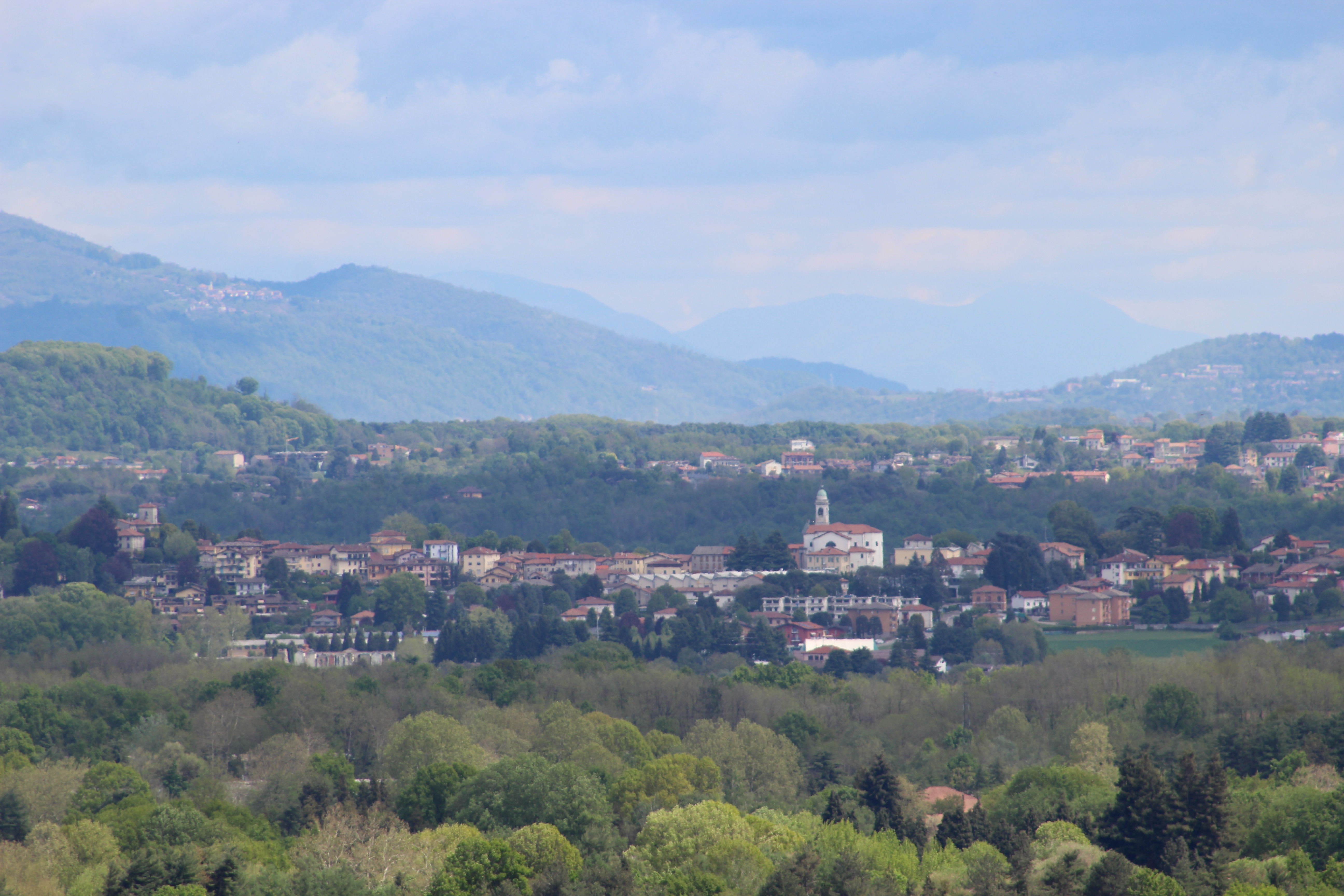
Vista su Casnate dal colle di San Mamette di Oltrona

Borgo agricolo delle Colline comasche, Casnate con Bernate è ubicato in bella posizione sulle alture interne dell'anfiteatro morenico che si trova a sud di Como. 
Nell'area nord-occidentale del comune si trova il cosiddetto Prato Pagano, un territorio anticamente di proprietà della comunità adagiato su un substrato di torba.
L'unità territoriale attraversata dal fiume Seveso e dai suoi affluenti Rio Rossola e Spinarola, che nasce dal Fontanile in prossimità della scuola materna, è costituita da due agglomerati, Casnate e Bernate, unificati nel 1937.

## Origini del nome
Le origini dei toponimi Casnate e Bernate sono oggetto di discussione da parte degli studiosi, i quali hanno formulato diverse teorie, talora tra loro contrastanti.
Se infatti alcuni (tra cui gli storici Cesare Cantù e Maurizio Monti) identificano nel suffisso in –ate un'origine celtica o comunque pre-romana, altri sostengono che la desinenza in questione derivi da un –attes, un suffisso etnico di probabile origine latina legato al periodo della romanizzazione dell'area subalpina.
L'unico punto fermo è che le più antiche attestazioni dei toponimi si registrano nella metà del XIII secolo, con le forme di Castenate e Brinate.

## Storia
Studi recenti e di carattere archeologico, darebbero a Casnate e Bernate origini pre-romana, soprattutto celtiche.
Casnate fu uno dei più antichi paesi appartenenti alla pieve di Fino Mornasco.
Nel codice dei canonici del duomo di Como si afferma, infatti, che questo Comune era già in piena efficienza nel 1297.
Sul suo territorio, poi, esiste ancora la contrada della Torre nella quale si innalza una costruzione a pianta quadrata, abbastanza sviluppata in altezza: con ogni probabilità essa è ciò che rimane di una torre di segnalazione che serviva a mettere in comunicazione il castello di Vertemate con il Baradello. Durante il periodo della Guerra decennale tra Como e Milano, Casnate insieme a tutta la pieve di Fino Mornasco venne occupata dai milanesi che successivamente dovettero lasciare questo territorio, quindi lo riconquistarono ed infine lo perdettero definitivamente allorché nel 1196 tutta la pieve venne attribuita alla giurisdizione del Comune di Como.
La parrocchia di Casnate è una delle più antiche chiese appartenenti alla pieve di Fino Mornasco: già nel 1297 in un inventario dei beni appartenenti al capitolo del Duomo di Como è citata una Ecclesia Sancti Ambrosii posta nel territorio di Casnate.
Per molto tempo questa parrocchia comprese anche Bernate, anche se in origine quest'ultimo abitato dipendeva dalla prevostura di Fino, ma la distanza che intercorreva tra i due comuni, ed il disagio che ne derivava, spinsero i bernatesi a far presente la situazione al vescono Archinti.
Tale annessione fu operante e dal 1601 al 1845 i due abitati dipesero dalla medesima parrocchia.
Due sono le feste patronali: a Casnate il 17 gennaio si festeggia sant'Antonio abate, ed il 7 dicembre viene ricordato sant'Ambrogio. A Bernate il 20 agosto si festeggia san Bernardo.
I due paesi, situati in cima a due colli distanti fra loro qualche chilometro, hanno entrambi una storia molto antica: durante il secolo scorso, soprattutto a Bernate ma anche in tutto il territorio circostante, comprendente Casnate e molti paesi limitrofi, numerosi furono i ritrovamenti di urne, vasi, fibule di epoca preromana e varie altre testimonianze del periodo romano (fra cui una tomba e una dedica a Mercurio), premurosamente conservate dai conti Cigalini di Bernate e poi donate ai Musei Civici di Como. I legami con il capoluogo lariano sono sempre stati molto saldi: durante il Medioevo, sia a Casnate che a Bernate, i maggiori proprietari terrieri risultano essere la chiesa di San Fedele, il duomo e alcune nobili famiglie comasche, oltre all'abbazia di Vertemate, non molto distante dai due abitati. Questa stretta dipendenza da Como portò a un diretto coinvolgimento dei due paesi nel corso della guerra contro i Milanesi, che, infatti, occuparono ripetutamente Casnate. Al termine del conflitto, Bernate e Casnate, appartenenti alla pieve di Fino Mornasco, furono definitivamente cedute a Como. In seguito, i beni delle famiglie comasche andarono sempre più consolidandosi, soprattutto a Bernate, dove nel secolo XVI la famiglia Porta di Como possedeva la maggior parte delle proprietà terriere: tale situazione è rimasta pressoché invariata e, passati i beni Porta ai conti Cigalini prima e alla famiglia Ordoño de Rosales nel secolo scorso, ancora oggi la famiglia Rosales è tra le più importanti a Bernate, come testimonia il nome della frazione Bernate Rosales.
L'antico comune di Bernate con Gussa, nel 1751 comprendeva anche la “Cassina del Doncione” e la “Cassina della Guzza”, quest’ultima, originariamente parte del Corpo Santo della città di Como, e in precedenza della comunità di Acquanegra. In epoca napoleonica, con gli interventi di concentrazione comunale, Bernate con Gussa fu aggregato dal 1808 al 1816 a Como, per poi tornate autonomo con la costituzione del Regno Lombardo-Veneto, assumendo successivamente il semplice nome di Bernate, a seguito della provvisoria aggregazione della Lombardia al Regno di Sardegna nel 1853. Alla costituzione nel 1861 del Regno d’Italia, il comune mantenne la denominazione di Bernate fino al 1862, assumendo inizialmente quella di Bernate di Como (R.D. 16 novembre 1862, n. 990) e successivamente nel 1912 quella di Bernate Rosales (R.D. 12 luglio 1912, n. 814), dal nome di una tra le più importanti famiglie locali proprietarie terriere.
Casnate, anticamente citato come Castenate, dipendeva dalla Città di Como, come Coloniola, ricompreso nel quartiere di Porta San Lorenzo. Nel 1751 il comune non era infeudato e comprendeva la cascina di Baraggiola, con la quale fu successivamente denominata dal 1756, Casnate con Baraggiola, fino all'aggregazione dal 1808 al 1816 a Como, assumendo il semplice nome di Casnate, come avvenuto per Bernate, a seguito della provvisoria aggregazione della Lombardia al Regno di Sardegna nel 1853. I due comuni di Casnate e di Bernate Rosales furono soppressi e uniti in un unico comune il 1º luglio 1937, a partire dal successivo 10 ottobre, a seguito dell'entrata in vigore del R.D. n. 1594 del 1º luglio 1937.
Abbandonata quasi del tutto l'agricoltura, l'economia casnatese, come del resto quella di Bernate, è oggi impegnata sul settore secondario e terziario.

### Simboli
Lo stemma e il gonfalone del comune di Casnate con Bernate sono stati concessi con decreto del presidente della Repubblica del 12 ottobre 1987.
Lo stemma riunisce i simboli delle due realtà cittadine: per Casnate, il ramoscello di castagno, alludente al nome del paese, riprodotto in un sigillo del XVI secolo conservato al Museo Civico di Como; per Bernate, il leone nero che era sostegno dell'arma gentilizia della famiglia Ordoño de Rosales, che furono feudatari del luogo.
Il gonfalone è un drappo partito di bianco e di azzurro.

## Monumenti e luoghi d'interesse

### Architetture religiose

#### Chiesa dei Santi Ambrogio e Antonio

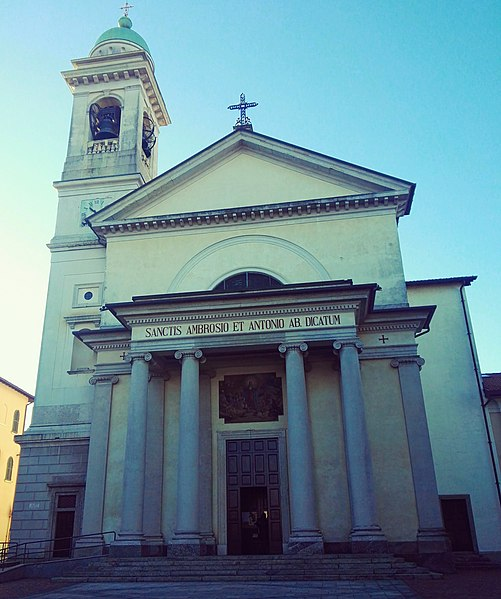
Chiesa dei SS. Ambrogio e Antonio

Anticamente dedicata al solo Sant'Ambrogio, nel tardo Duecento la chiesa era alle dipendenze dell'arcidiocesi di Milano. Verso la fine dello stesso secolo, la ecclesia Sancti Ambrosii de Castenate fu menzionata nell'inventario dei beni del Capitolo del Duomo di Como. Al tempo della visita pastorale di Feliciano Ninguarda (1592), la chiesa, affidata a un vicecurato della pieve di Fino, risultava ancora intitolata al solo patrono milanese.
Attuale parrocchiale di Casnate, la chiesa fu ristrutturata più volte nel corso dei secoli. Particolarmente significativi furono gli interventi effettuati verso la fine del XVII secolo e le ristrutturazioni occorse tra il 1837 e il 1859, la penultima delle quali avvenuta a seguito di un crollo della chiesa, in quel tempo ancora in forme barocche.Al 1908 risalgono le due vetrate in stile liberty, realizzate nelle due lunette in cima alle pareti di sinistra e di destra della chiesa. Nella vetrata del lato sinistro è raffigurato Sant'Ambrogio, protagonista anche dell'affresco realizzato nel 1941 da Carlo Morgari, sulla parete destra del presbiterio. Allo stesso artista si deve anche il dipinto sulla parete opposta, dedicata a sant'Antonio Abate.

#### Altro
- Chiesa di San Bernardo[23], edificata nel XIX secolo come parrocchiale di Bernate su impulso di Antonio Cigalini, proprietario dell'omonima villa[21].
- Oratorio di villa Rosales (a Bernate)[24]

### Architetture civili
- Villa Casnati Bernucci (a Casnate)[25]
- Villa Casnati Pedroni (a Casnate)[26]
- Villa Cigalini (a Bernate), realizzata in stile neoclassico da Simone Cantoni.[23][21]
- Villa Franceschini (a Casnate)[27]
- Villa Riva Moldenhauer (a Casnate)[28]
- Villa Rosales (a Bernate),[29] rifatta in stile neoclassico - forse da Simone Cantoni - sulla base di una precedente residenza fortificata[24]
- Villa Sala (a Casnate)[30]
- Villa Sormani (a Casnate)[31]

### Aree naturali
- Oasi del Bassone-Torbiera di Albate

## Evoluzione demografica
Abitanti censiti

## Amministrazione
| Periodo | Periodo   | Primo cittadino    | Partito                 | Carica  | Note |
| ------- | --------- | ------------------ | ----------------------- | ------- | ---- |
| 2000    | 2005      | Rita Clara Cetrone | Lista civica            | Sindaco |      |
| 2005    | 2010      | Gianfranco Barocco | Lista civica            | Sindaco |      |
| 2010    | 2015      | Fabio Bulgheroni   | Il Popolo della Libertà | Sindaco |      |
| 2015    | 2020      | Fabio Bulgheroni   | Il Popolo della Libertà | Sindaco |      |
| 2020    | in carica | Anna Seregni       | Lista civica            | Sindaco |      |

## Sport

### Società Sportive
- ASD Bernate Calcio
- US Casnatese 1954
- FC Eracle Sports